# Craichie
 (septembre 2015).
Craichie est un hameau du paroisse de Dunnichen situé dans le council area de l'Angus, en Écosse.

## Localisation
Craichie est situé à 6 kilomètres au sud-est de Forfar et à 17 kilomètres au nord-ouest d'Arbroath.
Le village est mentionné dès 1329 dans Registers of the Abbey of Arbroath sous la dénomination Craquhy.